# Saturn Outlook
Le Saturn Outlook est le premier crossover de la marque Saturn. Il fait partie de la nouvelle génération de SUV du groupe GM. Basé sur les Buick Enclave et Chevrolet Traverse, mais aussi sur le GMC Acadia dont il reprend presque entièrement le style, seule la face avant les distinguent.
Lancé en décembre 2006, il permet à Saturn d'explorer le marché des gros tous-terrains et ainsi de mieux contrecarrer les marques japonaises comme le voulait son premier objectif. Il disparait en 2010.

## Motorisations
Il dispose de deux moteurs essences :
- V6 3.6 L 270 ch. (2006-2008).
- V6 3.6 L 275 ch. (2006-2008).
- V6 3.6 L VVT 281 ch. (2008-2010).
- V6 3.6 L VVT 288 ch. (2008-2010).

Il existe avec une boîte auto à six rapports, avec deux ou quatre roues motrices.

## Ventes aux États-Unis
| Année         | Ventes | Diff.                |
| ------------- | ------ | -------------------- |
| 2006 (1 mois) | 144    |                      |
| 2007          | 34 748 | +24 030,6 %          |
| 2008          | 25 340 | -27,1 %              |
| 2009          | 13 115 | -48,2 %              |
| 2010 (1 mois) | 51     | -94,6 % (sur 1 mois) |
| Total         | 73 398 |                      |

NB: L'Outlook a été lancé en décembre 2006.

## Galerie photos

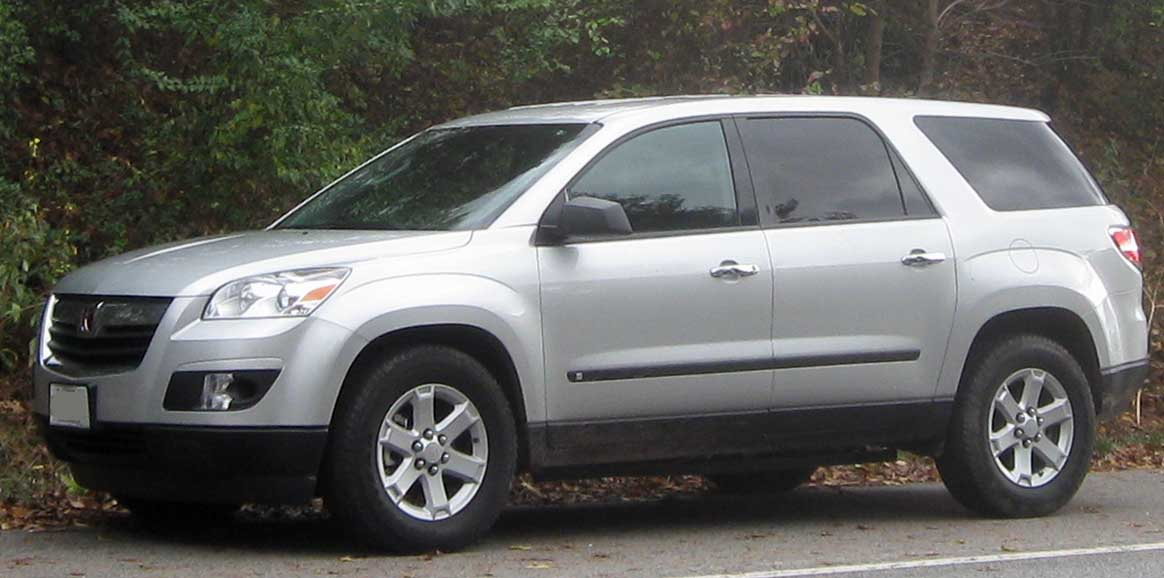
Outlook
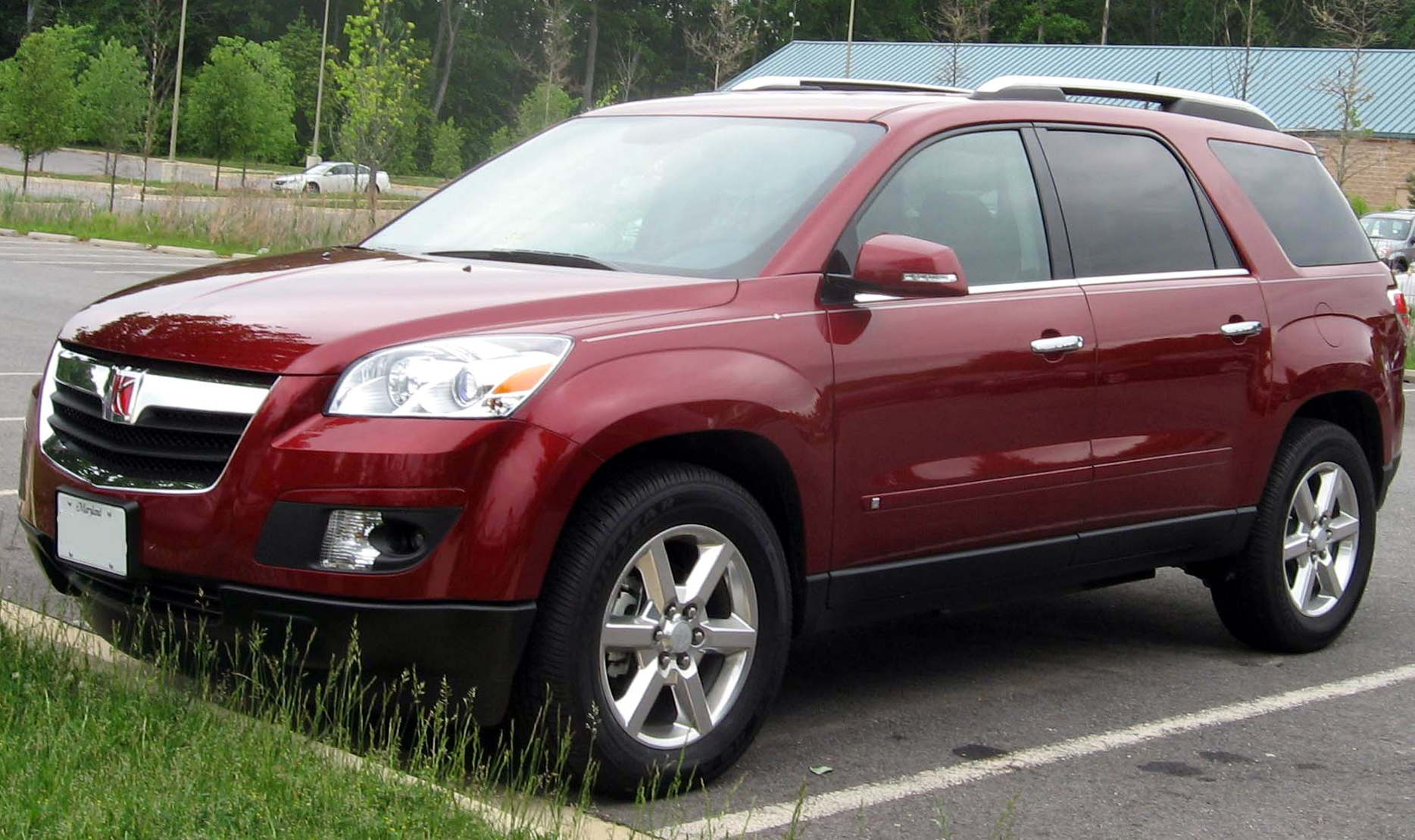
Outlook
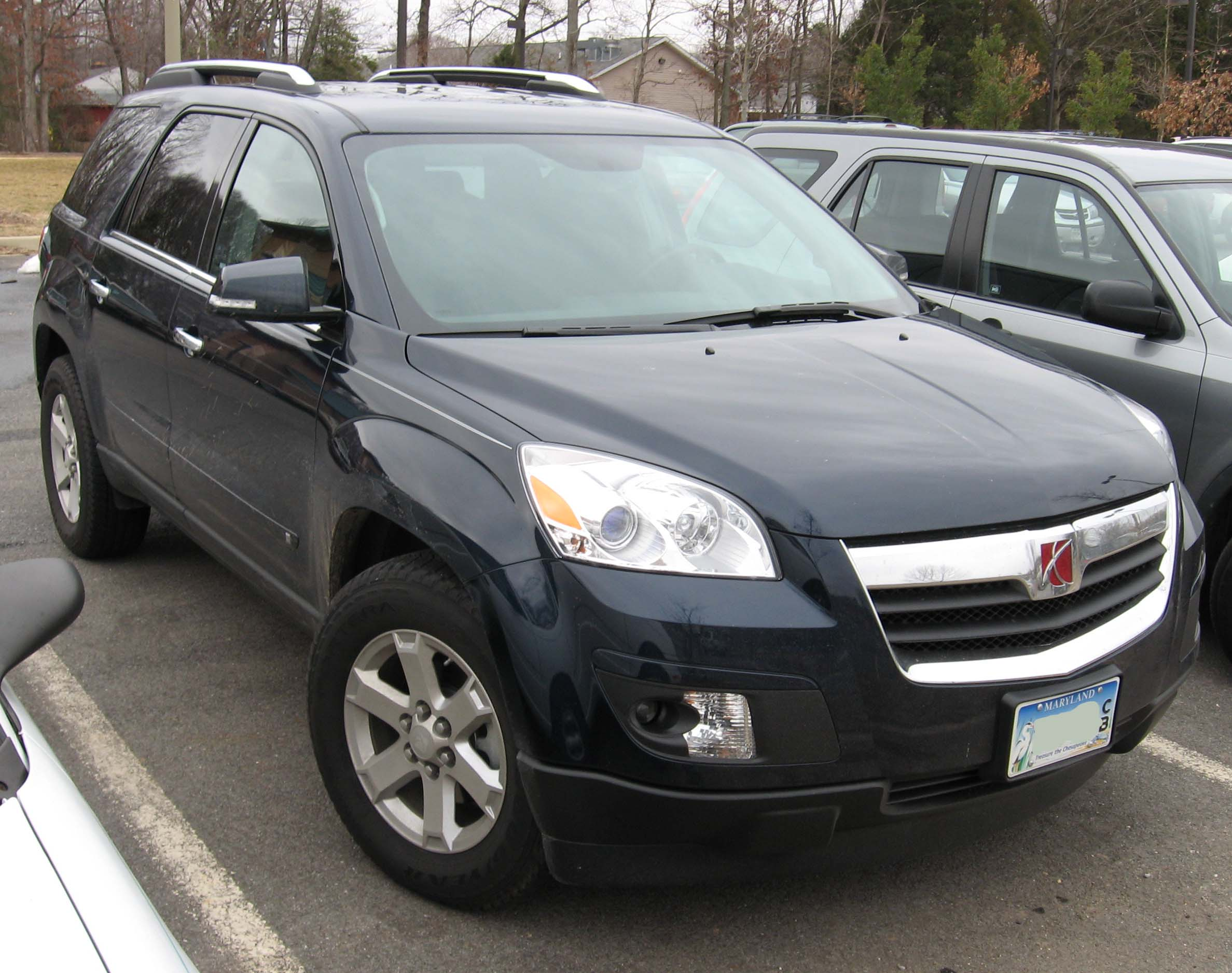
Outlook
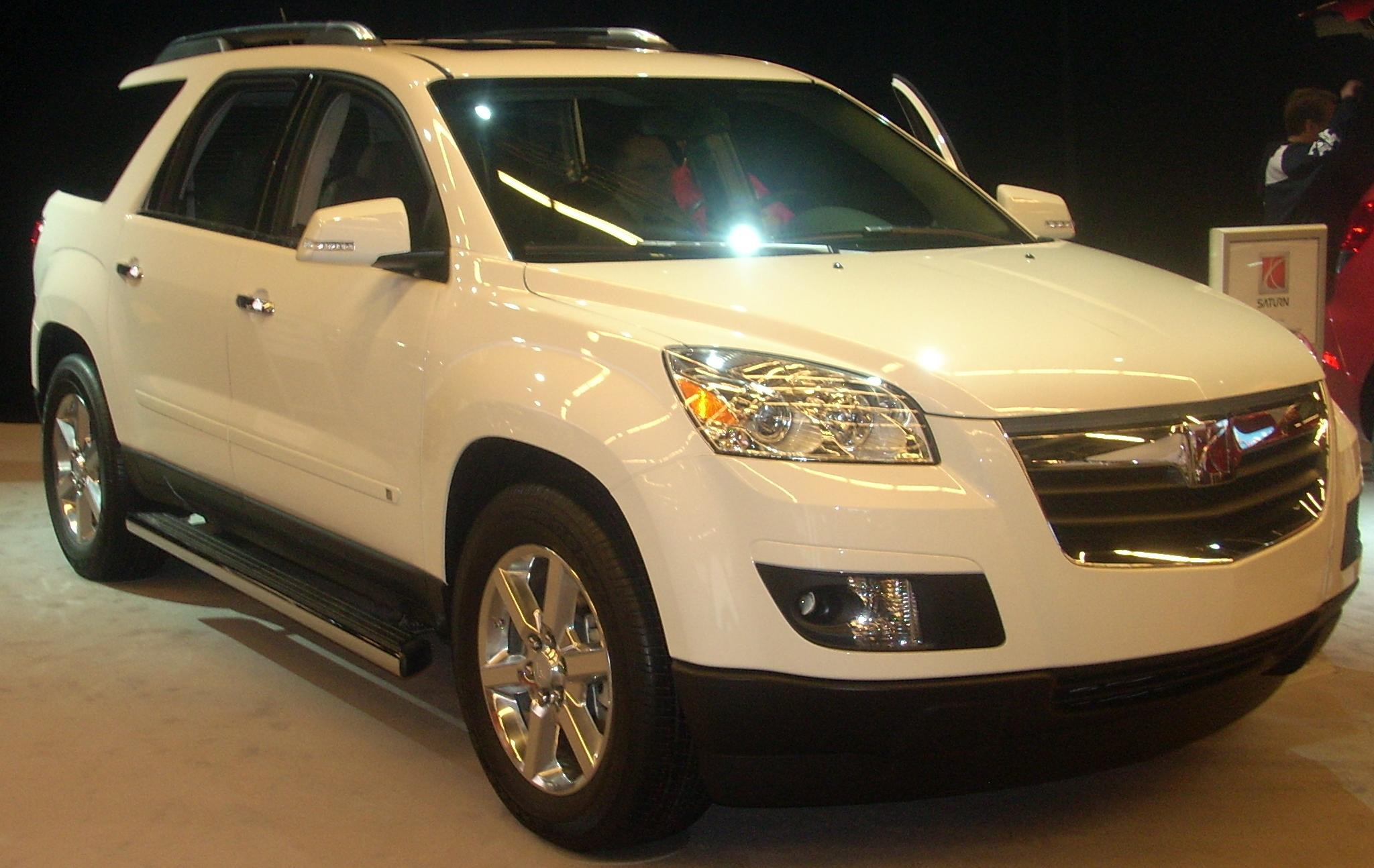
Outlook
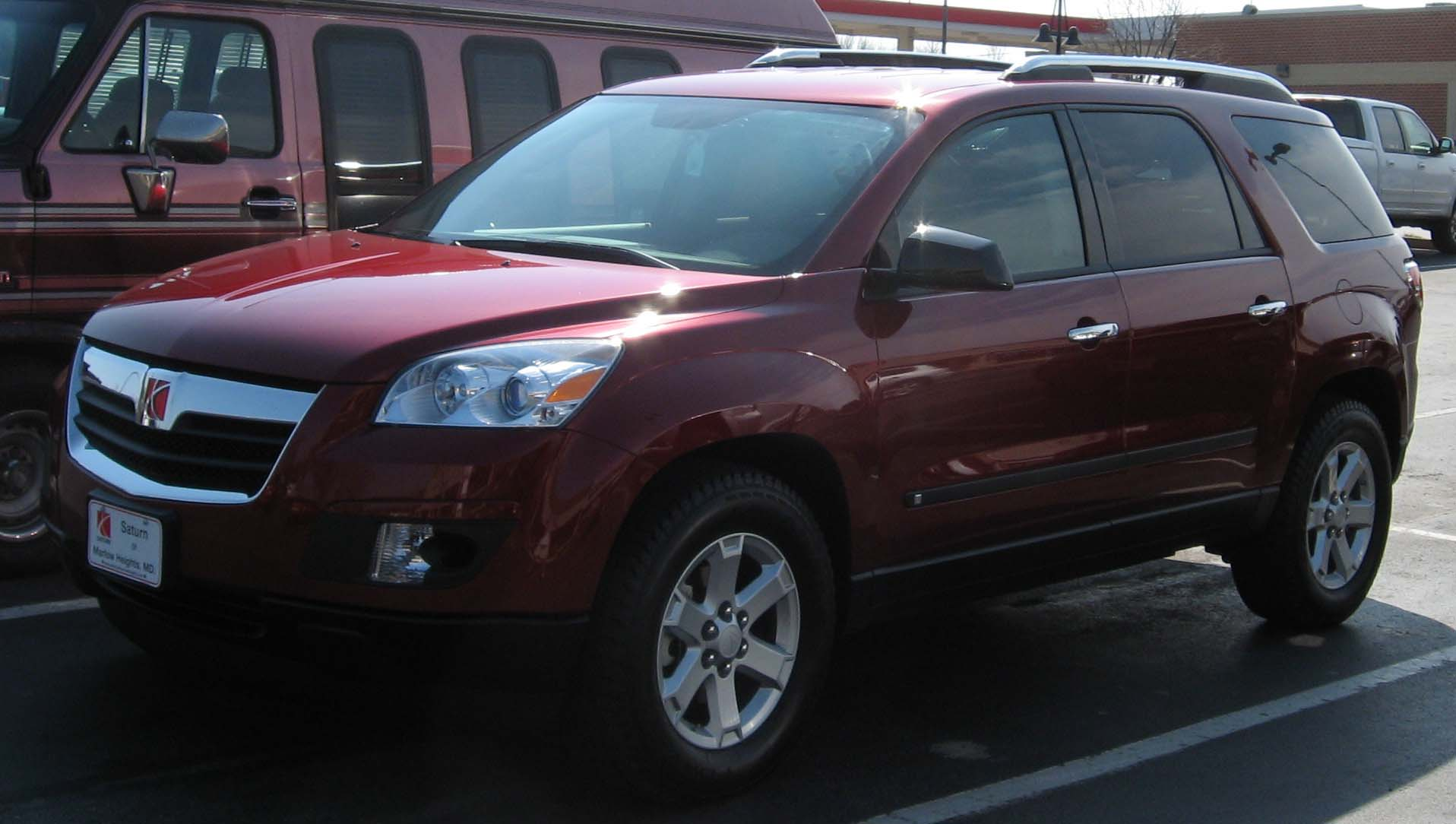
Outlook
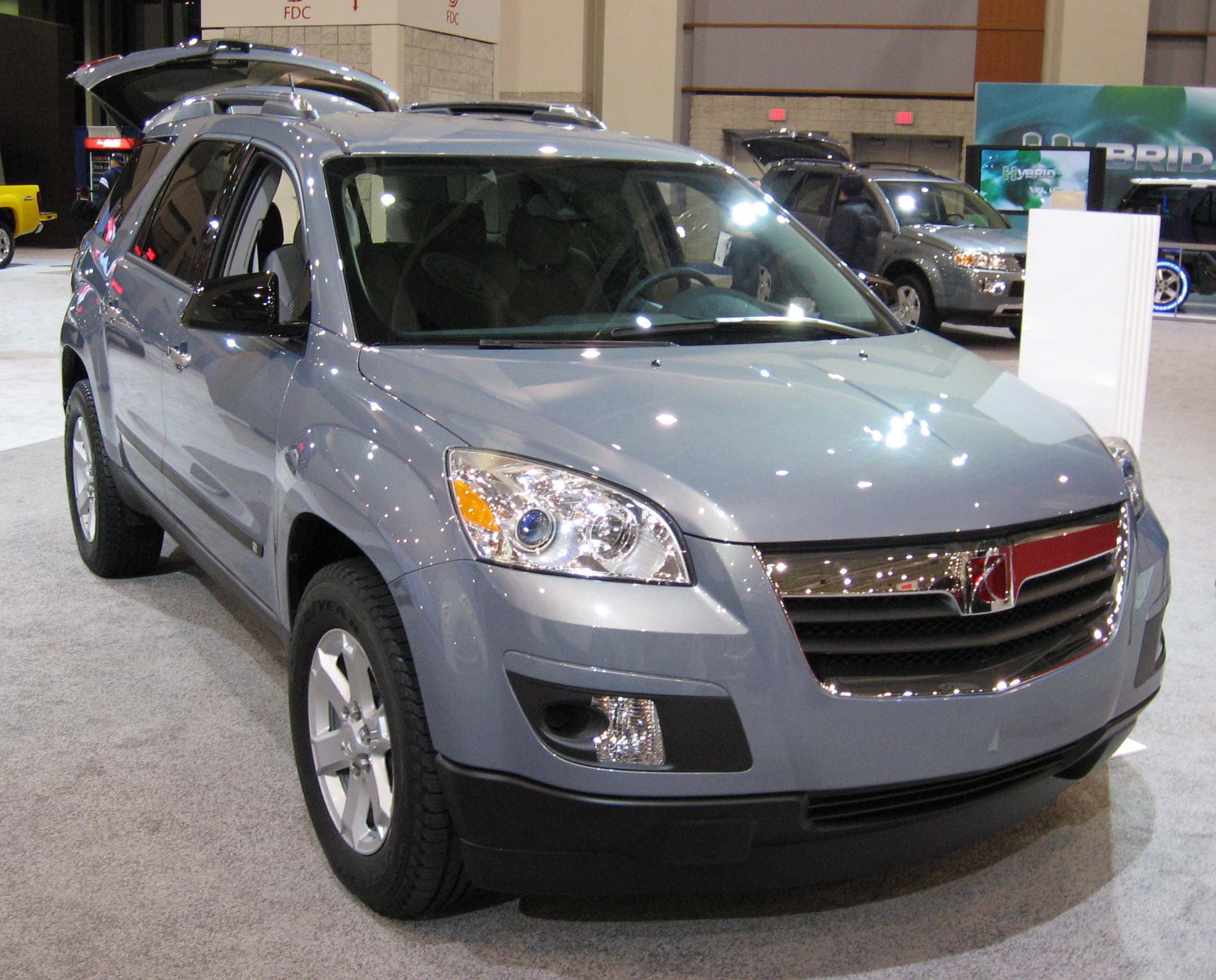
Outlook